# Tristaniopsis polyandra
Tristaniopsis polyandra är en myrtenväxtart som först beskrevs av André Guillaumin, och fick sitt nu gällande namn av Peter G.Wilson och John Teast Waterhouse. Tristaniopsis polyandra ingår i släktet Tristaniopsis och familjen myrtenväxter. IUCN kategoriserar arten globalt som starkt hotad. Inga underarter finns listade i Catalogue of Life.